# J. F. Adolff
Die Firma J. F. Adolff AG war ein schwäbisches Textilunternehmen, das in Backnang in Württemberg gegründet als Familien-Aktiengesellschaft geführt wurde und mit seinen Beteiligungsgesellschaften zu den größten Textilunternehmen in Deutschland gehörte. Das Unternehmen bestand von 1832 bis 1991.

## Anfänge

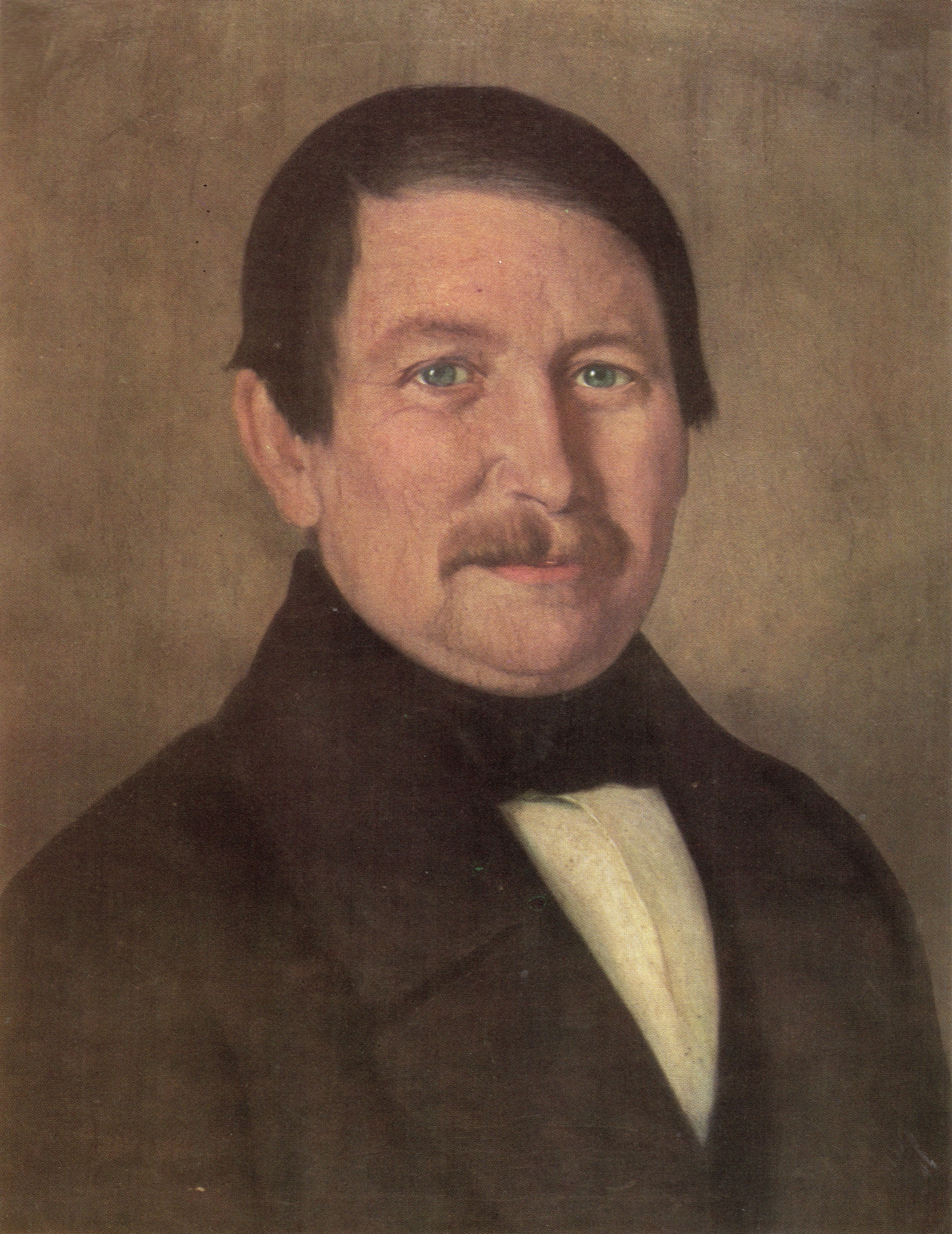
Gründer Johann Friedrich Adolff um 1860

### Gründung
Am 15. Februar 1832 erwarb Friedrich Koch aus Öhringen und Heinrich Grunsky aus Stuttgart eine im Sommer 1831 neu errichtete Ölmühle nebst einer Hanfreibe für 3.300 Gulden, um darin eine mechanische Wollspinnerei einzurichten. Im Juni 1833 wurde der 23-jährige Johann Friedrich Adolff Mitgesellschafter. Sein Vater, Immanuel Adolff, ein Tuchscherer aus Backnang, öffnete seinem Sohn damit den Weg in die Selbständigkeit. Johann Friedrich Adolff kümmerte sich um die Finanzen der Wollspinnerei und übernahm nach dem Tod seiner beiden Mitgesellschafter im Jahre 1838 alle Gesellschaftsanteile.
Der kleine als Lohnspinnerei geführte Betrieb beschäftigte zehn bis zwölf Arbeitskräfte. Dabei bot die Spinnerei lediglich Dienstleistungen an, die gelieferte und gesponnene Wolle gehört dem Auftraggeber. Kunden waren Tuchmacher, Stricker und Kappenmacher. Die versponnene Wolle sammelte Johann Friedrich Adolff mit einem Pferdewagen in den umliegenden Dörfern und Städten oft persönlich ein.
Im Jahre 1856 wurde neben Wolle auch aus Amerika eingeführte Baumwolle versponnen. Das machte eine Umstrukturierung der Firma von einer Lohnspinnerei in eine Verkaufsspinnerei erforderlich. Als Verkaufsspinnerei war die Firma nicht mehr alleine Dienstleister, sondern Eigentümer und Händler der verarbeiteten Wolle.
Drei Jahre später erfolgte der Anschluss der Spinnerei an eine Färberei. In der Beschreibung des Oberamts Backnang ist unter Fabrikations-Anstalten, welche die Großindustrie repräsentieren, die Wollspinnerei von Eugen Adolff in Backnang aufgeführt, die mit 1.400 Spindeln 25 Arbeiter beschäftigt. Zur Unterstützung der Wasserkraft der Weissach ist seit mehreren Jahren eine zwölfpferdige Dampfmaschine aufgestellt.

### Tod des Firmengründers
Johann Friedrich Adolff setzte sich im Jahre 1884 zur Ruhe und starb 1893. Das Unternehmen setzte jetzt 236.000 Mark um und verarbeitete auch australische Lammwolle.
Von neun Kindern des Firmengründers übernahm der Sohn Eugen Adolff (1842–1925) erfolgreich die Geschicke des Unternehmens.
Emil Adolff, ein weiterer Sohn des Firmengründers, machte sich im Jahre 1879 in Reutlingen mit einem Unternehmen selbständig, das Hülsen und Spulen für Spinner herstellte und bereits 250 Arbeitnehmer im Jahre 1893 beschäftigte.

## Wachstum

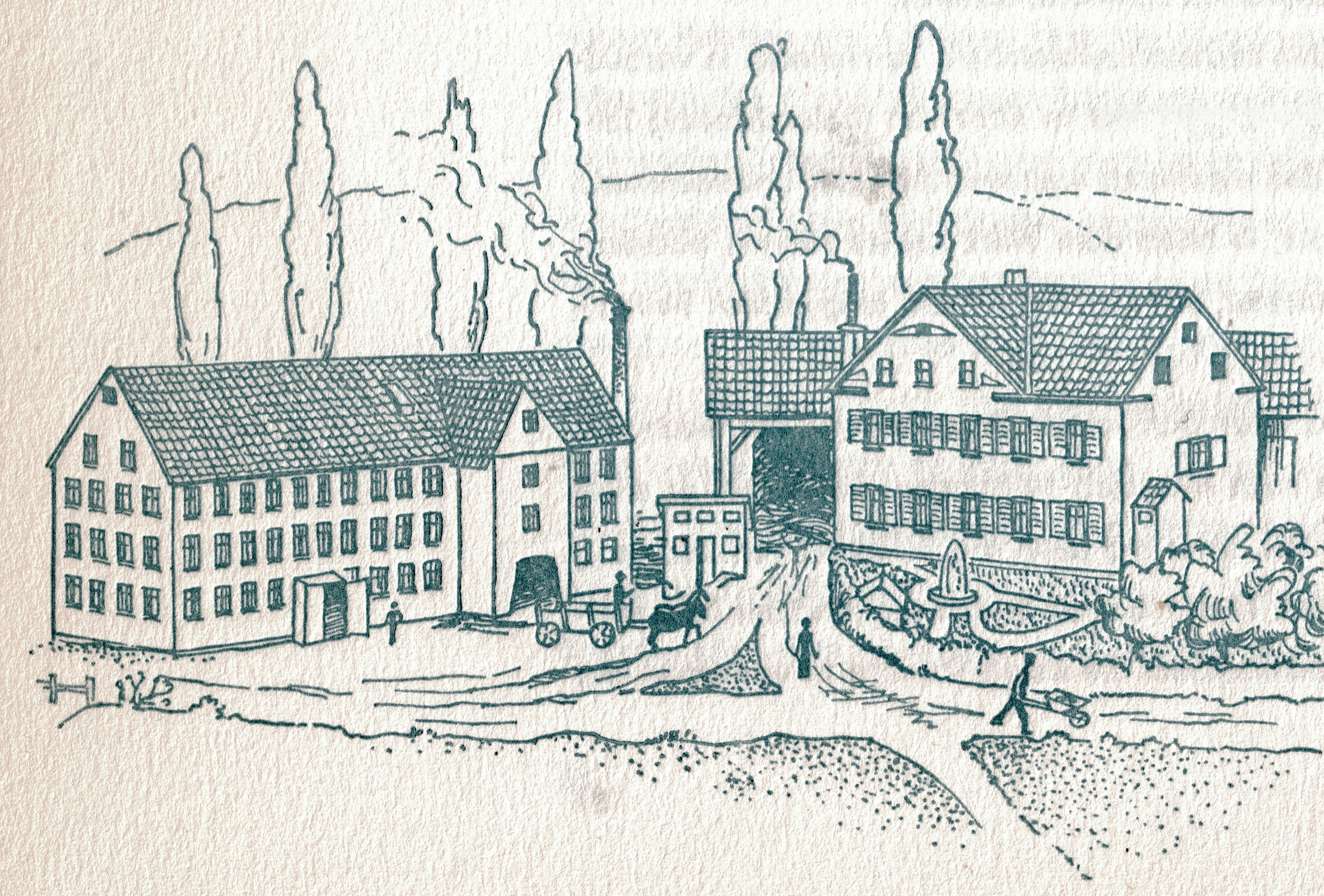
Die Spinnerei von J. F. Adolff 1882

### Unter Eugen Adolff
Unter Eugen Adolff wurden die Produktionskapazitäten und die Umsätze ständig gesteigert. Im Jahr 1900 entstand am Standort ein Hochbau. Die bestehenden Produktionshallen wurden erweitert. Ein neues Kesselhaus wurde errichtet und eine 600 PS Dreizylinder Dampfmaschine aufgestellt. Im Raum Backnang standen nicht mehr genügend freie Arbeitskräfte zur Verfügung. Aus Sachsen wurden Arbeiterinnen angeworben, für die ein Mädchenheim errichtet wurde. Das Unternehmen verfügte inzwischen über 25.000 Spindeln. In Steinbach, dem Nachbarort von Backnang, heute eingemeindet, wurde 1904 eine neue Spinnerei gebaut.
Bereits zu Beginn des ersten Jahrzehnts zog sich Eugen Adolff aus gesundheitlichen Gründen zurück. Er ließ sich in Arco am Gardasee nieder, wurde aber über die Unternehmensvorgänge auf dem Laufenden gehalten. Die Geschäftsführung übernahmen seine drei Söhne: Eugen Adolff (1871–1923) für die Technik, Wilhelm Adolff (* 1876; † 1923) für die kaufmännische Verwaltung und Emil Adolff (* 1879, Todesdatum unbekannt) für den Vertrieb.
Der Erste Weltkrieg brachte das Unternehmen mangels Rohstoffen und Facharbeitern fast zum Erliegen. Auch danach wurde es nicht einfacher, denn viele Facharbeiter waren in die Rüstungsindustrie und andere Arbeitsgebiete abgewandert. Neue Arbeitskräfte wurden aus Österreich und dem Rheinland angeworben.

### Zur Aktiengesellschaft
Am 16. Juni 1925 starb Eugen Adolff und kurz danach schied sein jüngster Sohn Emil, für den Vertrieb zuständig, aus dem Unternehmen. Nach dem frühen Tod seiner Söhne Eugen und Wilhelm im Jahr 1923 war in der Geschäftsführung kein Familienmitglied mehr vertreten. Der Familienrat beschloss, das bisher als offene Handelsgesellschaft geführte Unternehmen in eine Aktiengesellschaft umzuwandeln. Den Gesellschaftsvertrag unterzeichneten die Kinder von Eugen und Wilhelm Adolff. Das Kapital wurde auf 1.152.000 Reichsmark festgelegt. Das Unternehmen firmierte nun als J. F. Adolff AG.
Unter zwei Vorständen, Immanuel Eckert und Ernst Häcker, die zum ersten Mal nicht zur Familie gehörten, wuchs das Unternehmen weiter. Es folgten in den nächsten zwölf Jahren eine Reihe von Baumaßnahmen. Sie beginnen einen Textilkonzern zu schaffen:
- 1929 wurde die Trikot-Weberei Mattes und Lutz in Besigheim erworben.
- 1935 wurde die Mehrheit der Aktien der Kammgarnspinnerei Kaiserslautern AG erworben.
- 1936 kam die Schwäbische Textilwerke AG in Ebersbach und Kleinglattbach dazu.
- 1937 wurde die Baumwollspinnerei Ehingen GmbH und
- 1938 die Spinnerei Schupp in Dietenheim und Illertissen erworben.[1]

### Die Zeit des Zweiten Weltkrieges
Wegen der unterbrochenen Rohstoffquellen im Ausland standen dem Unternehmen im Zweiten Weltkrieg nur mehr regenerierte Faserstoffe, sowie Fasern aus Cellulose und Papier zur Verfügung. Dank der universellen Maschinenausstellung gelang es der Adolff AG, große Teile der Spinnereien in Backnang zu beschäftigen.
Die Kammgarnspinnerei Kaiserslautern wurde durch Kriegseinwirkungen zu fast 90 Prozent zerstört.
Das Werk Ehingen wurde 1942 vollständig stillgelegt und zwischenzeitlich von dem Motorenwerk Maybach genutzt. Die Textilproduktion wurde 1946 wieder aufgenommen.

### Die Nachkriegszeit
J. F. Adolff profitierte von der starken Nachfrage nach Textilien in der Nachkriegszeit in erheblichem Maße. Die Werke wurden ausgebaut und modernisiert. 1963 beschäftigte das Unternehmen mit den Werken Backnang, Ehingen, Illertissen und Bietigheim 3.427 Arbeitnehmer. Der Umsatz betrug 121 Mio. DM.
1964 wurde die Adolff Textilwerke Berlin GmbH mit einem Stammkapital von 3 Mio. DM gegründet, die bereits im folgenden Jahr 214 Arbeitnehmer beschäftigte.
Eine neue Fertigungstechnologie im Bereich der Kunststoffverarbeitung wurde 1967 eingeführt. Die J. F. Adolff AG wurde ein Anbieter von Polypropylen-Flachfäden als Vorstufe für technische Gewebe und Kunstrasen. Das neue Produkt wurde unter der Marke Polital vertrieben.
1969 übernahm die J. F. Adolff AG die Mehrheit des Aktienkapitals an der Spinnerei und Weberei Zell-Schönau AG, zu der die Spinnerei Atzenbach AG, Textilwerke Ottmarsheim, Frankreich, und Möwe-Werk Weisert KG in Reutlingen, sowie Möwe GmbH, Reutlingen, gehörten.
Gemeinsam mit der Ackermann Göggingen AG, München, wurde die AGA-Garn GmbH in Crailsheim gegründet. Die Gesellschaft produzierte in einem neu erbauten Werk auf modernen Maschinen texturierte Garne aus synthetischen Rohstoffen.
1974 wurde die Entwicklung eines Kunstrasens aus Polypropylen-Flachfäden abgeschlossen und der erste große Sportplatz in der Schweiz verlegt. Das Produkt erhielt die Marke Poligras.

## Der Niedergang
1975 begann der Niedergang der deutschen Textilindustrie aufgrund der beginnenden Globalisierung. Der Geschäftsbereich texturierte Garne wurde deshalb an die Monsanto, USA, veräußert und das Werk Illertissen stillgelegt. Zwei Jahre später wurde die Mehrheitsbeteiligung an der Zell-Schönau AG abgegeben.
Das Grundkapital der J. F. Adolff AG wurde von 18 Mio. DM auf 6 Mio. DM herabgesetzt. Es erfolgte eine Bareinzahlung von 6 Millionen DM, sodass Kapital 12 Mio. DM betrug. An der Kapitalerhöhung beteiligten sich nicht nur die Familie, sondern vor allem institutionelle Kapitalanleger.
Finanzvorstand der AG war ab 1980 der von 1972 bis 1975 als Leiter des Finanz- und Rechnungswesens dort tätig gewesene Diplom-Kaufmann Werner Dietz (* 1938 in Mannheim). 1981 wurde über das Vermögen der Kammgarnspinnerei Kaiserslautern AG ein Konkursverfahren eröffnet. Zu den Vorstandsmitgliedern aus der Gründerfamilie gehörte Helmut Adolff (* 1933).
Im Jahre 1989 wurden bei J.F. Adolff Sanierungsmaßnahmen eingeleitet. Das Werk Backnang sollte geschlossen und die unternehmerischen Aktivitäten ausschließlich auf das Werk Ehingen konzentriert werden. Im folgenden Jahr wurde das gesamte Fabrikareal in Backnang, sowie das Werk in Dietenheim und das Werk Berlin an die DIBAG in München und das Werk Dietenheim an die Wohnbau Schwaben veräußert. Die Produktion in Backnang wurde noch Ende des Jahres 1990 eingestellt und die Maschinen teilweise nach Ehingen verlagert.
Konkurs:
Am 20. Februar 1991 beantragte der Vorstand beim Amtsgericht Stuttgart die Eröffnung des gerichtlichen Vergleichsverfahrens zur Abwendung des Konkurses. Als Verwalter wurde der Stuttgarter Rechtsanwalt Dr. Volker Grub bestellt. Das Verfahren wurde alsbald mit Wirkung zum 28. März 1991 in ein Konkursverfahren überführt. Die bereits in Auflösung befindliche Gesellschaft konnte nicht mehr saniert werden.

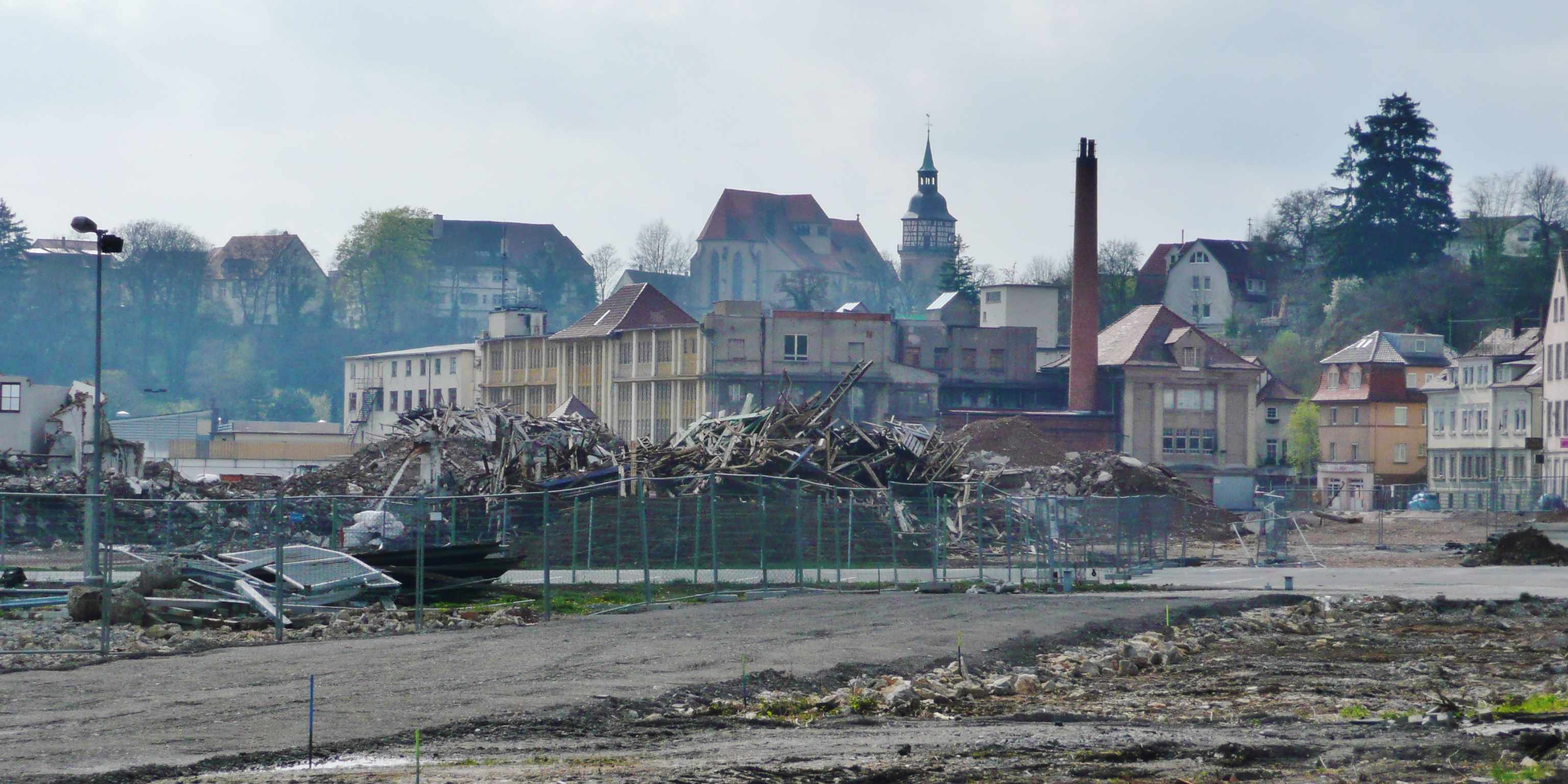
Abriss der Spinnerei 2012

Aufgrund der eingeleiteten Sanierungsmaßnahmen erzielte die J. F. Adolff AG im Jahre vor dem Insolvenzantrag noch einen Umsatz von 100 Millionen DM. Der Verlust aus der gewöhnlichen Geschäftstätigkeit belief sich auf 14 Millionen DM. Zum Ende des Jahres 1990 wurden noch 627 Arbeitnehmer beschäftigt. Lediglich außerordentliche Erträge aus dem Verkauf der Immobilien besserten das Bilanzergebnis auf, sodass am Ende ein Bilanzverlust von 6,7 Millionen ausgewiesen wurde.
Der Konkursverwalter traf in der Verwaltung in Backnang 62, im Werk in Berlin 162 und im Werk in Ehingen 254 Arbeitnehmer an. Das Werk in Ehingen verkaufte er an die Karl GmbH & Co. Kraftwerke KG, Hengersberg.
Die Stilllegung des Werkes wurde Ende des Jahres 1991 abgeschlossen und Grub beendete das Konkursverfahren im November 1994. Die am Konkursverfahren noch beteiligten Gläubiger mit Forderungen in Höhe von 29,5 Millionen DM erhielten eine Zahlungsquote von 25 Prozent.